# Institut de recherche des médias du Moyen-Orient
L’Institut de recherche des médias du Moyen-Orient (anglais : Middle East Media Research Institute, acronyme MEMRI, et en hébreu המכון לחקר התקשורת המזרח התיכון, acronyme ממר"י) est un site internet pro-israélien de surveillance des médias islamiques au Moyen-Orient.
L’objectif déclaré du MEMRI est de « combler le fossé linguistique entre le Moyen-Orient et l'Occident. » Les critiques du MEMRI le décrivent comme un groupe de défense fortement pro-israélien qui vise à dépeindre le monde arabe et musulman sous un jour négatif par la production et la diffusion de traductions incomplètes ou inexactes, et en traduisant sélectivement les vues des extrémistes, tout en soulignant ou en ignorant les opinions dominantes. Le MEMRI lui-même se présente comme « indépendant » et « non partisan »,. Le Southern Poverty Law Center le classe comme islamophobe.
Le MEMRI, organisation non gouvernementale, a été cofondé par l'ancien officier de renseignement militaire israélien, Yigal Carmon, et par Meyrav Wurmser, une politologue américaine d'origine israélienne.

## Histoire
L'Institut de recherche des médias du Moyen-Orient est fondé en février 1998 par Yigal Carmon, ancien colonel des services de renseignement israéliens pendant 22 ans, puis conseiller en contre-terrorisme des Premiers ministres israéliens Itzhak Shamir et Itzhak Rabin en collaboration avec la néoconservatrice israélo-américaine Meyrav Wurmser, épouse du conseiller de Dick Cheney, David Wurmser, et membre de l'exécutif politique néo-conservateur américain. Le siège de l'organisation se trouve à Washington.
Le MEMRI attire davantage l'attention de la presse depuis les attentats du 11 septembre 2001.
Selon Haaretz, le MEMRI travaille en coordination avec le gouvernement israélien, qui lui sous-traite la surveillance des médias palestiniens depuis 2012, ainsi qu'à une autre organisation privée, le Palestinian Media Watch.
En décembre 2014, Youtube désactive la chaîne du MEMRI quelques heures après des signalements d'incitation à la haine.

## Activités
Le MEMRI a son siège social à Washington et des bureaux à Jérusalem.
Le MEMRI traduit en anglais, français et espagnol, des contenus de plus de cent chaînes télévisées et de la presse moyen-orientales en arabe, persan, ourdou, pachto et dari. MEMRI entend ainsi faire connaître ces contenus à un public occidental ne maîtrisant pas ces langues. Sa chaîne MEMRI TV a pour objectif la surveillance des principales chaînes de télévision arabes et iraniennes et le sous-titrage d'extraits. Le MEMRI ne traduit qu'exceptionnellement des extraits de la presse en hébreu, les organes de presse israéliens existant en version anglaise. L'inscription aux informations est gratuite, moyennant une inscription en ligne.
Le MEMRI n'accepte le financement d'aucun gouvernement.
Elle fonctionne en tant qu'organisation « indépendante, non partisane, non lucrative », et possède un statut de non imposable selon la loi américaine. Le MEMRI est financé par 250 donateurs, et quelques fondations.

## Controverses et critiques
Vincent Cannistraro, ancien responsable du contre-espionnage à la CIA, décrit le MEMRI comme « des propagandistes au service de leur idéologie, qui se situe à l'extrême-droite du Likoud. »
Brian Whitaker, rédacteur en chef pour le Moyen-Orient du journal The Guardian, accuse le MEMRI de « se présenter comme un institut de recherche alors qu'il s'agit essentiellement d'une opération de propagande. » Il avait auparavant affirmé que le rôle du MEMRI était de « promouvoir l'agenda politique d'Israël » et avait reproché à l’institut de ne pas mentionner que son président-fondateur était un ancien colonel des services de renseignement israéliens.
William Rugh, ancien ambassadeur des États-Unis au Yémen et aux Émirats arabes unis, dit que le MEMRI ne présente pas le point de vue arabe. Pour lui, ses propriétaires sont des pro-israéliens et des anti-arabes qui veulent montrer que les Arabes haïssent les Juifs et l'Occident, qu'ils incitent à la violence et refusent toute solution pacifique au problème palestinien.
Selon Mohammed El-Oifi, maître de conférences à Sorbonne-Nouvelle et à Sciences Po, le MEMRI pratique un choix excessivement partisan dans les sources arabes qu'il traduit, et accorde une place disproportionnée à des thématiques minoritaires : « Le lecteur non arabophone qui se contenterait de la lecture de ces traductions aurait l’impression que les médias arabes sont dominés par un groupe d’auteurs fanatiques, antioccidentaux, antiaméricains et violemment antisémites que combattraient quelques braves mais rares journalistes, que le Memri qualifie de "libéraux ou progressistes". »
Certains observateurs reprochent au MEMRI de se présenter comme un organisme neutre, alors que, selon eux, il vise à présenter le monde arabe et musulman sous un jour négatif en produisant et en diffusant des traductions incomplètes et en traduisant de manière sélective les points de vue d'extrémistes tout en minimisant ou en ignorant les opinions dominantes.

### Organisme islamophobe
Le Southern Poverty Law Center range le MEMRI parmi les organismes islamophobes, fonctionnant en réseau avec d'autres organismes américains de même idéologie comme le Center for Security Policy et NGO Monitor (en). Ainsi :
- Steve Emerson (en) est administrateur du MEMRI, directeur du Center for Security Policy ; son épouse est membre du conseil d'administration de NGO Monitor (en)[17].
- James Woolsey est conseiller du MEMRI (en 2016) et de NGO Monitor (en) (2017) ; il est co-auteur d'un livre sur la perception de la charia (loi islamique) comme menace aux États-Unis, notamment avec Frank Gaffney, chef du Center for Security Policy (en 2010)[18].
- Elliott Abrams, figure importante du néoconservatisme, a été directeur du MEMRI, membre du Center for Security Policy, auteur au Gatestone Institute (2015) et expert auprès du Washington Institute for Near East Policy[18].

## Influence
Le terroriste d'extrême droite Anders Breivik qui a perpétré les attentats d'Oslo et d'Utøya en 2011 en se réclamant du nationalisme blanc et du contre-jihad a cité 18 fois le MEMRI  dans son manifeste 2083 – Une Déclaration d’indépendance européenne,.
Le MEMRI a fourni une partie importante du matériau traduit du « film de propagande antimusulmane Obsession: Radical Islam's War Against the West »,.